# 军情五处 (电视剧)
《军情五处》（英語：Spooks）是一部英国电视剧，在英國廣播公司第一台于2002年5月13日至2011年10月23日间播出，讲述了军情五处内部发生的故事。节目因高水准的制作和名演员的客串而值得注意。
标题“Spooks”为“间谍”的口语；在美国，节目以军情五处为标题。

## 出品人
编剧戴维·沃尔斯滕克罗夫特，出品公司Kudos。